# Isolepis oldfieldiana
Isolepis oldfieldiana är en halvgräsart som först beskrevs av Stanley Thatcher Blake, och fick sitt nu gällande namn av Karen Louise Wilson. Isolepis oldfieldiana ingår i släktet borstsävssläktet, och familjen halvgräs. Inga underarter finns listade i Catalogue of Life.